# Association brésilienne des athées et agnostiques
L'Association brésilienne des athées et agnostiques, en portugais Associação Brasileira de Ateus e Agnósticos est une organisation non gouvernementale à but non lucratif créée le 31 août 2008 par Daniel Sottomaior, Alfredo Spínola e Mauricio Palazzuoli. L'organisation défend la séparation de l'église et de l'état et promeut l'athéisme et l'agnosticisme. Elle déclare ne soutenir aucun groupe ou parti politique en particulier. 
Leurs slogans sont « La religion ne définit pas un individu », « La foi n'apporte pas de réponses. Elle ne fait qu'empêcher les questions », ou encore « Nous sommes tous athées des autres dieux ». En février 2014, l'association compte plus de 11 600 membres. 

## Militantisme
L'association a réalisé plusieurs actions contre les discriminations frappant les athées. Dans le domaine judiciaire, l'association a défendu des dizaines de cas devant les procureurs, dont trois grands procès médiatisés. Parmi ces procès, l'association a mené une action judiciaire contre un événement religieux payé avec de l'argent public par la mairie de São Paulo au profit de l'église évangélique néopentecôtiste portant le nom d'Église internationale de la Grâce de Dieu. Par ailleurs, l'association s'est érigée contre un accord signé entre le gouvernement brésilien et le Vatican et défend la création d'une journée de la fierté des athées.